# Adelaide Plains
 (février 2023).
Si vous disposez d'ouvrages ou d'articles de référence ou si vous connaissez des sites web de qualité traitant du thème abordé ici, merci de compléter l'article en donnant les références utiles à sa vérifiabilité et en les liant à la section « Notes et références ».
Les Adelaide Plains sont une région d'Australie-Méridionale située entre la chaîne du Mont-Lofty à l'est et le golfe Saint-Vincent à l'ouest. C'est une région de terres fertiles avec des précipitations annuelles d'environ 460 mm par an. 
La région peut être grossièrement divisée en 3 parties. La zone sud est occupée par la ville d'Adélaïde, la capitale de l'Australie-Méridionale. La zone centrale est la zone agricole principale de l'Australie-Méridionale avec de nombreux jardins maraîchers et domaines viticoles, en particulier autour des villes de Virginia et Angle Vale. La zone nord est principalement utilisée pour la culture de céréales comme le blé, l'orge et le canola, et l'élevage des moutons. 
Les Kaurnas sont les aborigènes qui vivaient dans la région au moment de l'arrivée des Européens. 
Les Adelaide Plains sont traversées par un certain nombre de rivières et de cours d'eau, souvent à sec au cours de l'été. Ce sont notamment les rivières Onkaparinga, Torrens, Para Little, Gawler, Light et Wakefield. 
Le journal local est le Plains Producer.